# Damalis kerzhneri
Damalis kerzhneri là một loài ruồi trong họ Asilidae. Damalis kerzhneri được Richter miêu tả năm 1966.